# Villa Pamphili
Villa Pamphili est une zone urbanistique de Rome, située près de la villa Doria Pamphilj. Elle appartient au Municipio XII de la commune de Rome et s'étend dans le quartier Gianicolense. Elle est désignée par le code 16.x.
L'ensemble compte 374 habitants en 2010.